# Realschule Feuerbach
Die Realschule Feuerbach im Stuttgarter Stadtteil Feuerbach ist eine von 19 Stuttgarter Realschulen und bildet eine Einheit mit der Hohewartschule (Grundschule). Sie hat etwa 30 Lehrer, die ca. 360 Schülerinnen und Schüler in 12 Klassen unterrichten.

## Geschichte
Da die beiden in Feuerbach bestehenden Schulhäuser von 1809 und 1841 in der Sartoriusstraße ausgelastet waren, errichtete die Stadt ab 1877 an der Ecke Rosen-/Solitudestraße, auf dem Grundstück des ehemaligen, gemeindeeigenen Schafhauses, unter der Leitung von Baurat Stahl eine neue Volksschule. Die Einweihung der Solitudeschule erfolgte 1878. Im Jahr 1940 wurde die Solitudestraße in Hohewartstraße umbenannt, wobei die Schule ihren Namen behielt. Während des Zweiten Weltkriegs wurde die Schule bei einem alliierten Luftangriff am 21. März 1943 von Bomben getroffen und brannte aus. Die Schüler wurden daraufhin schichtweise in der Bismarckschule unterrichtet. Am Nachfolgegebäude, heute Stuttgarter Straße 101, befindet sich eine Hinweistafel auf die ehemalige Solitudeschule.
Im März 1949 beschloss die Bürgerversammlung die Solitudeschule nicht wieder an der alten Stelle aufzubauen, sondern man errichtete nach Plänen des Architekten Kurt Marohn an der oberen Hohwartstraße, mitten in Obstgärten, ein neues Schulgebäude als erstes Modell einer Pavillonschule in Stuttgart. Nach der Grundsteinlegung am 14. Oktober 1951 erfolgte die Einweihung am 17. Dezember 1952. Der umbenannten Straße entsprechend hieß die Schule fortan Hohewartschule. Im April 1954 wurden die ersten Mittelschulklassen eingerichtet. Auf Beschluss des Gemeinderates und mit Genehmigung des Kultusministeriums wurde der Mittelschulzug in der Grundschule ab 1. April 1960 in die selbstständige Mittelschule Feuerbach umgewandelt. 1966 wurde die Mittelschule in Realschule umbenannt und erhielt so ihren heutigen Namen Realschule Feuerbach.
1973 wurde ein Pavillon für die Grundschule erbaut und die Realschule übernahm das Hauptgebäude mit allen Fachräumen. Weitere Erweiterungen erfolgten bis 1976 mit der Einrichtung eines Werkraumes im Keller und zweier naturwissenschaftlicher Räume. Im Jahr 2005 wurde ein Erweiterungsbau am Realschulgebäude  mit 2 Klassenzimmer der Hohewartschule und 2 Klassenzimmer der Realschule Feuerbach eingeweiht.

## Auszeichnungen
- Das Projekt „BoriS – Berufswahl-SIEGEL Baden-Württemberg“ der Landesstiftung setzt sich fächerübergreifend für einen erfolgreichen Übergang junger Menschen von der Schule in den Beruf ein. Die Realschule Feuerbach bekam am 16. Juni 2008 im ersten Jahr der Verleihung diese Auszeichnung verliehen, da sie sich in beispielhafter Weise für die Berufsorientierung ihrer Schüler einsetzte.[4]
- 2016 erhielt sie einen „Talent Company-Raum“, der für die Begegnung von Unternehmern mit Schülern vorgesehen ist und bereits vorhandene Akteure transparenter vernetzt.[5]